# ヴェンカタギリ
ヴェンカタギリ（テルグ語：వేంకటగిరి、Venkatagiri）は、インドのアーンドラ・プラデーシュ州、ネルール県の都市。

## 歴史
1600年以降、ヴェンカタギリはザミーンダールによって支配された。
1947年まで、このザミーンダールはヴェンカタギリ一帯を支配していた。

## 人口
2001年の人口統計では、人口は約80,000人

## 地理
- 北緯13度58分00秒 東経79度35分00秒 / 北緯13.9667度 東経79.5833度.[2]。